# Hormisa bivittata
Hormisa bivittata là một loài bướm đêm trong họ Noctuidae.